# Азиз Салгир-Баба
Азиз Салгир-Баба (крим. Aziz Salğır Baba) — азиз (поховання) Салгир-Баби, що знаходиться у Сімферополі в Київському районі за адресою вулиця Воровського, 9.

## Історія
За деякими джерелами, Салгир-Баба походив із роду могутніх шейхів, у молодості, захопившись ідеями суфізму, він наблизився до аскетизму. Місцем своєї усамітнення, роздумів і молитов він обрав дубовий гай, що розкинувся високому березі Салгиру. Тут Салгир-Баба вдавався молитвам та вивченню медицини, і незабаром слава про його здібності екіма поширилася по всьому ханству. До нього за зціленням часто зверталися жінки, які довго не мали дітей, а також різні хворі.
Серед паломників нерідко зустрічалися представники аристократії. Самі кримські хани користувалися послугами народного цілителя, осипаючи його щедрими дарами.

Усі зароблені гроші старець роздавав людям, які мешкають біля річки, берегом якої він часто подорожував, внаслідок чого й прозваний був батьком Салгира, покровителем страждаючих. Щодо імені святого, слід зазначити, що у цієї людини знатного походження було кілька імен. На жаль, історія донесла до нас лише одне, що злилося з гідронімом — назвою річки Салгир.
«Цей святий — найвищий з усіх Азизів, гробниця його відвідується масою прочан, які, навішуючи тут різні шматки матерії, вірять, що їх залишають тут же хвороби»
– саме так на початку XX століття кримський історик Федір Лашков писав про шановану серед кримських татар могилу святого старця Салгир-Баба, що жив у першій половині XVIII століття.

Святий старець загинув 1736 року, коли російські війська під командуванням фельдмаршала Мініха вторглися у межі Кримського ханства. Легенда каже:
«Коли гяури напали на Ак-Мечеть, Салгир Баба, не рухаючись з місця, молився Богу, тоді один із розбійників позбавив його життя».
Салгир-Баба був похований там, де заповів сам — у дубовому гаю на схилі річки, що носить одне з ним ім'я.
Пізніше вдячні нащадки спорудили над його могилою гробницю, обгородили її з усіх боків високим кам'яним муром і покрили зеленим дощатим навісом.
При могилі постійно був афуз — людина, яка присвятила себе службі в мечетях і над могилами мусульманських праведників. Поховання та цілюще джерело стали місцем поклоніння жителів Кримського ханства, а згодом і віруючих з інших країн, незалежно від конфесійної приналежності.

За «Універсальним описом Криму» Кондараки В. Х.:
«Передусім я помітив ліворуч від входу безліч людських голів, рук, ніг та іншого, Ці кістки зібрані при будівництві сусідніх будинків, коли будівельники, розриваючи землю для фундаментів, викидали їх без жодної уваги. Потім я побачив біля могили азизу двох татар, що стоять на колінах і старанно моляться. Вони були страшенно понівечені хворобою…»